# Фомін Микола Васильович
Микола Васильович Фомін (нар. 1905 або 1909, Харків, Російська імперія — пом. 1975, Харків, Українська РСР, СРСР) — український радянський футболіст, правий півзахисник.
Молодший брат заслужених майстрів спорту СРСР Володимира і Костянтина Фоміних. Почав грати у футбол з 1916 року в дитячій команді «Штандарт». 
Виступав за харківські клуби «Діана», ОЛС, КФК, «Динамо» і «Спартак». У складі «Спартака» провів чотири матчі в елітній лізі радянського футболу (сезон-38). Двічі входив до списку «33 найкращих футболістів СРСР»: № 1 — 1933, № 2 — 1930. Майстер спорту СРСР.
Захищав кольори збірних Харкова (1926–1935) і України (1926–1933). Чемпіон УРСР 1927, 1932, 1934 років; віце-чемпіон СРСР 1928. 30 липня 1933 року провів неофіційний матч у складі збірної Радянського Союзу. У Москві господарі поступилися команді Туреччини з рахунком 1:2.
У повоєнні роки тренував «Динамо» та інші харківські команди.
Статистика виступів у клубних чемпіонатах:
| Сезон   | Команда     | Ліга | І | Г |
| ------- | ----------- | ---- | - | - |
| 1936(в) | «Динамо» Х  | Д-2  | 1 | 0 |
| 1936(о) | «Динамо» Х  | Д-3  |   |   |
| 1937    | «Динамо» Х  | Д-3  | 2 | 0 |
| 1938    | «Спартак» Х | Д-1  | 4 | 0 |